# AsiaWorld-Expo
El AsiaWorld-Expo es uno de los dos más grandes centros de convenciones y exposiciones de Hong Kong, junto con el Hong Kong Convention and Exhibition Centre. Fue inaugurado el 21 de diciembre de 2005 por Donald Tsang, el segundo Jefe Ejecutivo de Hong Kong, y es operado por AsiaWorld–Expo Management Limited. Está ubicado en la isla Chek Lap Kok, al lado del Aeropuerto Internacional de Hong Kong.

## Historia
El complejo fue construido bajo una alianza público-privada que involucró al Gobierno de Hong Kong, el propietario de Airport Authority Hong Kong y un consorcio liderado por la empresa privada Dragages et Travaux Publics. El nombre del nuevo centro, AsiaWorld–Expo, se anunció el 27 de noviembre de 2003 y está destinado a reflejar la marca promocional "Asia's World City" de Hong Kong, que se lanzó en el año 2001.
El 29 de marzo de 2004 se celebró una ceremonia de inauguración. La nueva instalación se inauguró el 21 de diciembre de 2005.
Durante la Pandemia de COVID-19, el AsiaWorld–Expo se utilizó como centro de recolección y análisis de saliva del Departamento de Salud, para quienes llegaban al Aeropuerto Internacional de Hong Kong.
En la actualidad, el AsiaWorld-Expo es propiedad conjunta del Gobierno de la Región Administrativa Especial de Hong Kong, la Autoridad del Aeropuerto de Hong Kong, mientras que el AsiaWorld-Expo Management Co., Ltd., una subsidiaria de la Autoridad del Aeropuerto de Hong Kong, es responsable de su operación y gestión.

## Detalles
Con un costo de construcción de HK$ 2,35 billones, AsiaWorld–Expo cuenta con más de 70.000 metros cuadrados de superficie, con 10 pabellones en su planta baja, con techos que van desde los 10 a los 19 metros de altura. Este espacio incluye a sus tres principales instalaciones:
AsiaWorld-Arena: Estadio de entretenimiento con asientos cubierto más grande construido expresamente en Hong Kong, con una superficie de 10 880 m² y una capacidad máxima de 14 000 personas.
AsiaWorld-Summit: Lugar de conferencias bajo techo más grande de Hong Kong, con una superficie de 8200 m² y una capacidad para 700 a 5000 personas.
Runway 11: Salón de conferencias de la sede con capacidad para 500 a 3800 personas, de unos 4400 m².
El AsiaWorld–Expo también es un lugar galardonado. En 2017, el estadio recibe el premio Best International Venue en los premios Exhibition News Awards.

## Instalaciones
- AsiaWorld-Arena (Hall 1)
- AsiaWorld-Summit (Hall 2)
- Pasillos (Halls 3–11)
- VIVA (Halls 8 y 10)
- Runway 11 (Hall 11)
- Meeting & Hospitality Centre[8]

## Transporte
El AsiaWorld–Expo se encuentra al lado del Aeropuerto Internacional de Hong Kong, por lo que los visitantes pueden caminar hasta el lugar en una corta distancia. El lugar está al lado de la estación AsiaWorld–Expo, en el Airport Express del Metro de Hong Kong. También hay autobuses y autocares desde China continental.
La mayoría de las señales de tráfico que dirigen a AsiaWorld–Expo simplemente se refieren al lugar como "Expo".

## Eventos y exhibiciones
Las salas de AsiaWorld–Expo, principalmente el AsiaWorld-Arena y VIVA, se han utilizado para diversos eventos de entretenimiento. Además, desde el 2013 ha sido sede de los Mnet Asian Music Awards. También ha acogido exposiciones como el ITU Telecom World 2006, el Asian Aerospace y el E-Commerce Asia. Entre los artistas que se han presentado en el lugar, destacan:
| - Oasis - Michael Bublé - Eric Clapton - Il Divo - Coldplay - David Guetta - Madonna - Britney Spears - Kylie Minogue - Alicia Keys - Björk - Avril Lavigne - Bruno Mars - One Direction - Lady Gaga - Taylor Swift - Justin Bieber - Jennifer Lopez | - Maroon 5 - Lily Allen - Ariana Grande - Westlife - Christina Aguilera - Plácido Domingo - Ayumi Hamasaki - Deep Purple - Green Day - Wonder Girls - Girls' Generation - L'Arc~en~Ciel - Namie Amuro - The Stone Roses - Super Junior - Macklemore & Ryan Lewis - Imagine Dragons - X Japan | - The Smashing Pumpkins - Big Bang - 2NE1 - G-Dragon - JYJ - EXO - BTS - Got7 - Monsta X - 5 Seconds of Summer - Katy Perry - Metallica - Jessie J - Shane Filan de Westlife - Guns N' Roses - Above & Beyond - Blackpink |

AsiaWorld-Expo también ha albergado muchas pruebas a gran escala. La Autoridad de Exámenes y Evaluación de Hong Kong recibió el encargo del Servicio de Pruebas Educativas de los Estados Unidos para realizar en dicho lugar el examen SAT Reasoning Test el 2 de octubre de 2011. Desde entonces, la sala se ha convertido en el lugar de examen SAT más grande de Hong Kong. Como no hay un sitio de prueba SAT en China continental, el transporte conveniente y la gran capacidad de decenas de miles de candidatos en AsiaWorld-Expo lo convierten en el sitio de prueba SAT preferido para los candidatos del continente.